# Марконага (Леко)
Марконага је насеље у Италији у округу Леко, региону Ломбардија.
Према процени из 2011. у насељу је живело 127 становника. Насеље се налази на надморској висини од 424 м.